# 기후지 겐타
기후지 겐타(일본어: 木藤 健太, 1981년 10월 5일 ~ )는 일본의 전 축구 선수이다.

## 구단 경력
과거 아비스파 후쿠오카, 몬테디오 야마가타에서 활동하였다.